# Tvrdaci
Tvrdaci (cyr. Тврдаци) – wieś w Bośni i Hercegowinie, w Republice Serbskiej, w gminie Foča. W 2013 roku liczyła 1 mieszkańca.